# Loch Monar
Der Loch Monar ist ein Stausee am Ende des Glen Strathfarrar in den westlichen Highlands von Schottland, ungefähr 50 km westlich von Inverness. Das Wasser wird seit 1962 von den Affric-Beauly-Kraftwerken genutzt.
Der See wird von zwei Bauwerken aufgestaut, dem Loch Monar Dam und dem Loichel Dam. Die Hauptstaumauer ist der Loch Monar Dam, eine der in Großbritannien selten angewandten Bogenstaumauern. Sie ist 39 m hoch und 161 m lang. Der Loichel Dam ist eine kleinere Gewichtsstaumauer, die verhindert, dass der aufgestaute Loch Monar über einen Bergsattel im Nebental abfließen kann.
Neben den natürlichen Zuflüssen wird dem Stausee auch Wasser vom Tal des Uisge Misgeach zugeführt. Das Wasser wird auf beiden Seiten des Tals mit Zuleitungsstollen gesammelt. Das Wasser von der dem See abgewandten rechten Talseite wird mit einem Düker auf die linke Seite geführt. Am tiefsten Punkt des Dükers befindet sich das Dotierkraftwerk Misgeach, das das Restwasser für den River Farrar turbiniert. Bei Wassermangel in den Zuleitungen und gefülltem Loch Monar kann der Zuleitungsstollen zum See auch in umgekehrter Richtung betrieben werden und Wasser aus dem Stausee zur Dotierung eingeleitet werden.
Das Wasser aus dem Loch Monar wird über einen neun Kilometer langen Zulaufstollen zur Kavernenzentrale Deanie geleitet, wo es von zwei vertikalen Francis-Turbinen verarbeitet wird. Jeder Generator gibt eine Leistung von 19 MW ab, sodass die ganze Anlage eine Leistung von 38 MW hat. Jährlich werden 94 GWh produziert.

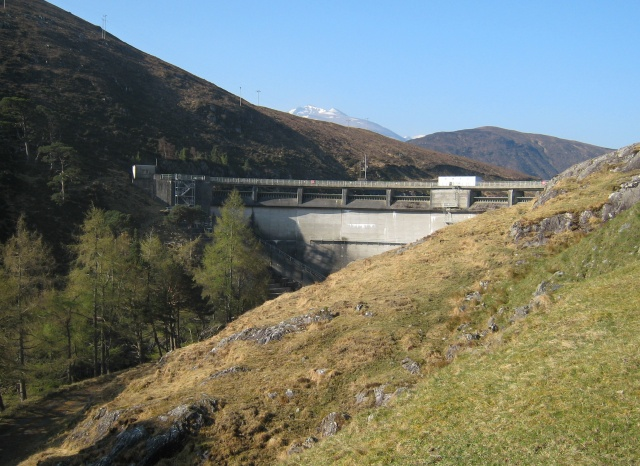
Monar Dam

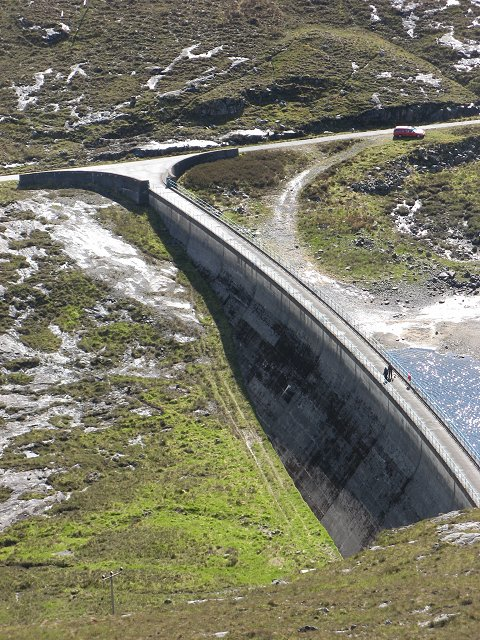
Loichel Dam